# Припят (град)
 Тази статия е за града в Украйна.  За реката вижте Припят.  
При́пят (на украински: Прип'ять) е изоставен град в Киевска област, Северна Украйна, изселен след Чернобилската авария през 1986 г.

## География
Наименуван е на река Припят, на чийто бряг е разположен. Намира се близо до границата с Беларус, недалеч и от границата с Русия, на 15 km от Чернобил и на 95 km от столицата Киев.
Припят е най-близкият град (на 3 км) до АЕЦ Чернобил. Малко по-близо до централата е селището Янов (на украински: Янiв) с население, някога достигало 100 души.
Край реката, близо до града и Чернобилската атомна електроцентрала, има неголямо водохранилище за аварийно охлаждане на централата, завършено през октомври 1976 г.

## История
Градът е построен в началото на 1970-те години, за да обслужва Чернобилската АЕЦ. През 1979 г. придобива статут на град. Населението му към януари 1986 г. е 49 400 души. Бил е проектиран да приютява около 75 – 78 хиляди души.
На 26 април 1986 г. избухва четвърти реактор на АЕЦ Чернобил. Това е най-тежкият инцидент с атомен реактор в историята. На следващия ден по високоговорителите на град Припят звучи съобщение, известяващо хората за аварията и че ще бъде извършена временна евакуация на жителите. След аварията, на 45 km от Припят е построен град Славутич, който подслонява по-голямата част от евакуираните жители на Припят.

## Град-призрак
Днес градът е своеобразен музей на последните години на Съветската епоха. С напълно изоставени жилищни блокове (от които 4 блока никога не са използвани), плувни басейни и болници, в които всичко е непокътнато, от вестници до детски играчки и дрехи. Припят и околните райони няма да бъдат пригодни за обитаване от хора през следващите няколко века.
Градът е достъпен и относително безопасен по пътищата, макар и при придвижване с дозиметър. Вратите на всички сгради са отворени, за да се намали риска за посетителите, но много от тях са акумулирали твърде много радиоактивни материали, за да могат да се посещават безопасно. Танкове, хеликоптери и транспортни машини на Съветската армия, използвани по време на изграждането на саркофага на избухналия реактор, са изоставени поради високите нива на радиация в тях.
В днешно време хиляди работници обитават града и околностите му кратковременно (до 14 дни максимум), докато текат строителните работи по новия саркофаг на реактора.
Съществуват украински туристически компании, предлагащи екскурзии до града и забранената зона.

## Галерия
- Изоставени блокове в един от кварталите
- 16-етажен блок.
- Виенско колело в Припят.
- Хотел „Полесие“.
- Дом на културата „Енергетик“.
- Табелата на входа на града
- Блок на главния площад
- Сградата на Градския изпълнителен комитет
- Учени на входа на Припят през 2000 г.
- „Блъскащи коли“
- Залата на Двореца на културата
- Ресторант
- Басейн „Лазур“ отвън
- Басейн „Лазур“ отвътре
- Радиационен знак край речното пристанище
- Изоставени домове в Припят
- Думи от химна на СССР на стената на блок